# Córdoba (prowincja)
Córdoba – prowincja Argentyny, leżąca w środkowej części kraju. Jej stolica, Córdoba, jest drugim co do wielkości miastem Argentyny.
Prowincja Córdoba graniczy z prowincjami (zegarowo, zaczynając od północy): Santiago del Estero, Santa Fe, Buenos Aires, La Pampa, San Luis, La Rioja oraz Catamarca.

## Historia
Przed przybyciem hiszpańskich konkwistadorów, żyło tu kilka miejscowych szczepów, najbardziej znane to Comechingonowie oraz Sanavironi.
Po zasiedleniu Wicekrólestwa Peru Hiszpanie poszukiwali dogodnego połączenia drogowego z portem Río de la Plata nad Oceanem Atlantyckim, co skróciłoby czas transportu peruwiańskiego złota i srebra do Europy.
Córdoba de la Nueva Andalucía (obecnie Córdoba) została założona 6 lipca 1573 jako przystanek pośrodku owej drogi, przez Jerónimo Luisa de Cabrera.
Colegio Convictorio de Nuestra Señora de Monserrat zostało założone przez Jezuitów w 1599 r., a w 1622 r. stało się uniwersytetem Universidad Nacional de Córdoba, pierwszym w Argentynie. Miasto wzrastało jako centrum kulturalne, korzystając ze swego dogodnego położenia przy trasie łączącej Peru z Oceanem Atlantyckim. W 1761 r. przy uniwersytecie zaczęła działać drukarnia.
W 1783 r., siedem lat po utworzeniu Wicekrólestwa La Plata, Intendencia de Córdoba została stolicą terytorium, obejmującego obecne prowincje La Rioja, Mendoza, San Juan i San Luis, oraz połowy terytorium obecnej prowincji Tucumán. Rafael de Sobremonte został pierwszym gubernatorem, a miasto Córdoba liczyło wówczas 38 800 mieszkańców.
Po rewolucji majowej z 1810 r., gubernator Gutiérrez de la Concha wziął udział w spotkaniu, w którym zdecydowano wypowiedzieć posłuszeństwo władzom z Buenos Aires, uznając je za juntę. Ortiz de Ocampo zaatakował miasto i przeprowadził egzekucję liderów opozycji, wraz z popierającymi Santiago de Liniersa, przywódcę ruchu oporu podczas inwazji brytyjskiej na La Platę.
Pod władzą Juana Bautisty Bustosa, a zwłaszcza po 1820 r., Córdoba i Buenos Aires zostały podporządkowane władzom centralnym, tak ustawodawczej jak i wykonawczej.
Córdoba przystąpiła do federacji jako prowincja, gdy Bernardino Rivadavia organizował centralny rząd w Buenos Aires.
Na 15 lat zapanował w prowincji chaos w wyniku walk wewnętrznych, sytuację opanował dopiero gubernator Félix de la Peña w 1868 r.
Za prezydencji Sarmiento oddano do użytku obserwatorium astronomiczne (1871) oraz wydziały fizyki i matematyki tutejszego uniwersytetu (1873).
Córdoba, z racji dogodnego położenia przy drodze i linii kolejowej, odnotowała drugi co do liczebności w Argentynie napływ imigrantów. Począwszy od 1887 r. powstało wiele ośrodków rolnictwa (San Francisco, Marcos Juárez i inne), rozrosły się też miejscowości położone wzdłuż trasy Peru – Atlantyk, jak Fraile Muerto (Bell Ville), Ferreira (Villa María) czy Los Luceros (Río Segundo), stając się lokalnymi centrami rolnictwa, handlu i przemysłu.
Ruch reformacyjny uniwersytetów, który zaczął się na uniwersytecie w Córdobie w 1918 r. objął swoim zasięgiem nie tylko Argentynę, ale całą Amerykę Południową. Modernizacja programu nauczania oraz rozszerzenie praw studentów były głównymi postulatami tego ruchu.
Po II wojnie światowej napłynęło do Córdoby wielu robotników z innych części Argentyny, gdyż rozrost przemysłu, głównie motoryzacyjnego, spowodował brak siły roboczej na miejscu. Za prezydencji Arturo Frondiziego (1958–1962), większość zakładów przemysłu motoryzacyjnego przeniesiono do Córdoby i okolic.
Tak jak w innych częściach Argentyny, pojawiły się tu grupy peronistów, począwszy od 1955 r., kiedy to Juan Perón został odsunięty od władzy. Grupy peronistów wraz z socjalistami i anarchistami były w opozycji do rządów wojskowych z lat 60. XX w. Wielu robotników i studentów podejmowało działalność polityczną, będąc niezadowolymi z władzy, co zaowocowało przewrotem znanym jako "El Cordobazo". Przewrót ten oraz zamieszki w innych częściach Argentyny, na przykład "Rosariazo", złamały siłę Juana Carlosa Onganíi i odsunęły od władzy wojskowych.

## Gospodarka
Rolnictwo i hodowla mają 25% udział w gospodarce prowincji. Główne uprawy to soja, pszenica i kukurydza. Bydło i owce mają dobre warunki bytu na trawiastych wzgórzach prowincji. W prowincji Córdoba hoduje się 15% argentyńskiego pogłowia bydła. Ważną gałęzią gospodarki jest przemysł spożywczy – produkcja oleju, mleka, przetworów zbożowych oraz słodyczy.

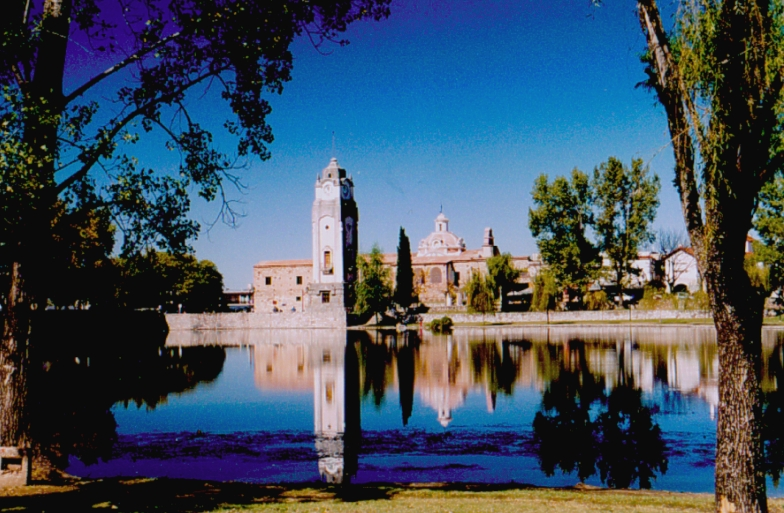
Jesuitic Estancia w Alta Gracia

Córdoba jest też ważnym ośrodkiem przemysłowym. Od 1927 r. działa tu zakład przemysłu lotniczego Fábrica Militar de Aviones. W II poł. XX w. najważniejszą gałęzią przemysłu stał się przemysł motoryzacyjny i maszyn rolniczych. Przemysł ma 20% udziału w dochodach prowincji. Produkcja energii elektrycznej odbywa się w 15 elektrowniach wodnych o łącznej mocy 2350 mln kW/h, oraz w elektrowni atomowej Embalse Río Tercero o mocy 600 MW.
Górnictwo prowincji to eksploatacja marmuru i wapienia, a także wydobycie uranu na potrzeby energetyki.
Turystyka jest rozwijającym się działem gospodarki. Prowincja oferuje łagodny klimat, niewielkie rzeki oraz niewysokie, zielone wzgórza. Odwiedza ją ok. 3 mln turystów rocznie, tak z innych części Argentyny, jak i zagranicznych. Baza prowincji to 500 tys. miejsc noclegowych w hotelach, motelach i gospodarstwach agroturystycznych. Ważniejsze imprezy to festiwale muzyki folk Cosquín i Jesús María oraz pokazy ujeżdżania Taming.

## Transport
Prowincja posiada dobrze rozwiniętą sieć dróg, w tym autostrad. Połączenia kolejowe prowadzą do Buenos Aires, Rosario, Mendozy i Tucumán.
Transport drogą lotniczą obsługuje międzynarodowy lotnisko w Cordobie oraz krajowy w Rio Cuarto.

## Władze prowincji
Córdoba posiada jednoizbowy parlament, wybierany w powszechnych wyborach. Do grudnia 2001 istniał także senat, lecz został zniesiony przez reformę konstytucji. Głową prowincji jest jej gubernator.

## Podział administracyjny

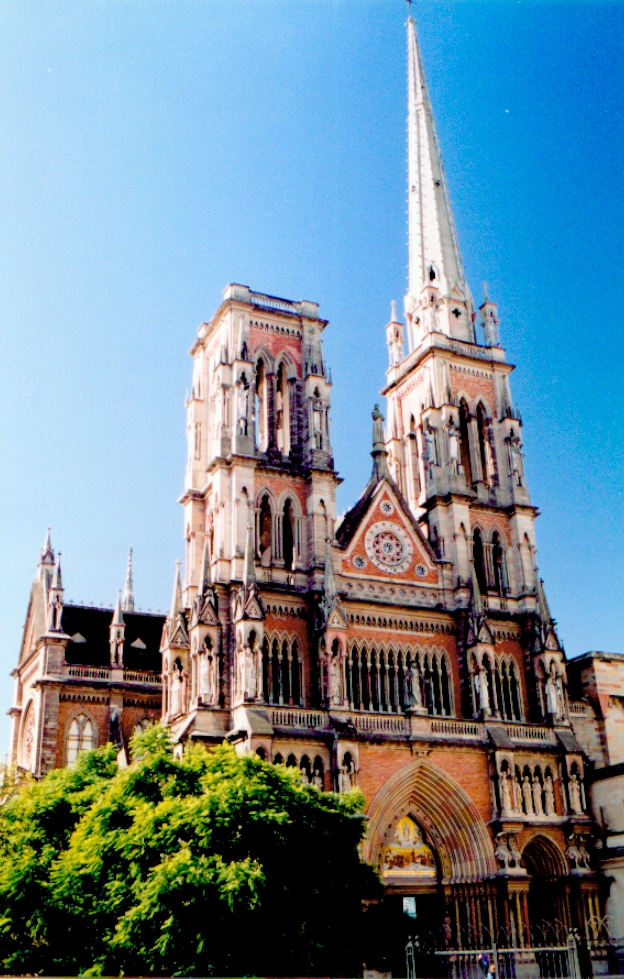
Kościół Capuchinos Franciscan w mieście Córdoba

Prowincja Córdoba jest podzielona na 26 departamentów (departamentos).
Departament (stolica):
1. Calamuchita (San Agustín)
2. Capital (Córdoba)
3. Colón (Jesús María)
4. Cruz del Eje (Cruz del Eje)
5. General Roca (Villa Huidobro)
6. General San Martín (Villa María)
7. Ischilín (Deán Funes)
8. Juárez Celman (La Carlota)
9. Marcos Juárez (Marcos Juárez)
10. Minas (San Carlos)
11. Pocho (Salsacate)
12. Presidente Roque Sáenz Peña (Laboulaye)
13. Punilla (Cosquín)
14. Río Cuarto (Río Cuarto)
15. Río Primero (Santa Rosa de Río Primero)
16. Río Seco (Villa de María del Río Seco)
17. Río Segundo (Villa del Rosario)
18. San Alberto (Villa Cura Brochero)
19. San Javier (Villa Dolores)
20. San Justo (San Francisco)
21. Santa María (Alta Gracia)
22. Sobremonte (San Francisco del Chañar)
23. Tercero Arriba (Oliva)
24. Totoral (Villa del Totoral)
25. Tulumba (Villa Tulumba)
26. Unión (Bell Ville)

## Inne miasta prowincji
- Alta Gracia
- Villa Carlos Paz
- Bialet Masse
- Cosquín
- Villa General Belgrano
- Capilla del Monte
- Río Cuarto
- Río Segundo
- Río Tercero
- Jesús María
- Salsipuedes
- Villa Allende
- Villa María
- Bell Ville
- Agua de oro
- Quilino
- Ischilín
- Laboulaye
- La Falda
- Las Palmas
- Las Varillas
- Leones
- Malvinas Argentinas
- Miramar
- Cruz del Eje
- Santa Rosa de Calamuchita
- Villa Cura Brochero
- Mar Chiquita